# 吉列尔莫·德尔列戈
吉列尔莫·德尔列戈（西班牙語：Guillermo del Riego，1958年9月11日—），西班牙男子皮划艇运动员。他曾代表西班牙参加1976年、1980年和1984年夏季奥林匹克运动会皮划艇比赛，获得一枚银牌。